# Bellfountain (Oregon)
Bellfountain az Amerikai Egyesült Államok északnyugati részén, Oregon állam Benton megyéjében, Alpine-tól északra és Monroe-tól északnyugatra, a Bellfountain Road mentén elhelyezkedő statisztikai- és önkormányzat nélküli település. A 2010. évi népszámláláskor 75 lakosa volt. Területe 3,4 km², melynek 100%-a szárazföld.

## Történet

### Megalapítás
A mai Bellfountaint körülvevő területet eredetileg Belknap’s Settlementnek (Belknap települése) hívták. 1895-ben létrejött az első, Dusty nevű postahivatal. Az ohiói Bellfountaine után a közösséget később Bellfountainre keresztelték át, az azonos nevű posta pedig 1902 és 1905 között működött; azóta Monroe-hoz tartozik.
Más elméletek szerint a települést az 1 km-re nyugatra, a mai Bellfountain Parkban felbuggyanó forrás után nevezték el; az artézi kutat körülvelő lapos sziklák harangformában helyezkednek el. Az elmúlt negyven évben a megyei hatóságok egy betonépületet emeltek a képződmény fölé, amelyben egy szivattyút helyeztek el, hogy felhasználhasság a vízforrást, így ma a sziklák már nem láthatóak.

### Az iskolai kosárlabdacsapat
1937-ben a gimnázium kosárlabdacsapata megnyerte az állami bajnokságot. Ekkor az igazgató Kenneth Litchfield, az edző pedig Burton „Bill” Lemmon volt. Ebben az időszakban mérettől függetlenül minden iskola együtt játszott. A gimnázium 27 tanulója közül nyolc fiút tudott kiállítani; egyikük magassága sem haladta meg a 182 centimétert.
Miután a B osztályba kerültek, az elődöntőben legyőzték a 2100 diákot számláló portlandi Franklin High Schoolt, a végső összecsapást pedig a szintén portlandi Lincoln formációja ellen játszották. Az idény általuk játszott legszorosabb meccsében végül 14 ponttal győztek.

### A jelen
A helyi gazdaság ma a karácsonyra szánt fenyők nevelésén, a perjefélék termesztésén és a faiparon alapszik.
A Bellfountain Parkot már több mint 100 éve használják a megye lakosai. Itt grillezni, softballozni, röplabdázni, illete patkót dobálni lehet, illetve WC-k is találhatóak a helyen. A parkban egy konyhával ellátott, fedett piknikezőhelyet is építettek; itt van a világ leghosszabb piknikasztala. A 26 méter hosszú bútor mentén 120 ember foglalhat helyet.

## Népesség
A 2010-es népszámláláskor  75 lakója, 27 háztartása és 21 családja volt. A népsűrűség 22,1 fő/km2. A lakóegységek száma 28, sűrűségük 8,2 db/km2. A lakosok 96%-a fehér,     2,7%-a egyéb, 1,3%-a pedig kettő vagy több etnikumú. A spanyol vagy latino származásúak aránya 4% (4% mexikói,   )
A háztartások 40,7%-ában élt 18 évnél fiatalabb. 70,4% házas, 3,7% egyedülálló nő, 3,7% egyedülálló férfi, 22,2% pedig nem család. 18,5% egyedül élt; 14,8%-uk 65 éves vagy idősebb. Egy háztartásban átlagosan 2,78 személy élt; a családok átlagmérete 3,24 fő.
A medián életkor 38,5 év volt. Lakóinak 28%-a 18 évesnél fiatalabb, 4% 18 és 24 év közötti, 23,7%-uk 25 és 44 év közötti, 23,9%-uk 45 és 64 év közötti, 13,3%-uk pedig 65 éves vagy idősebb. A lakosok 53,3%-a férfi, 46,7%-a pedig nő.

## Fordítás
Ez a szócikk részben vagy egészben  a   Bellfountain, Oregon című angol Wikipédia-szócikk ezen változatának fordításán alapul.  Az eredeti cikk szerkesztőit annak laptörténete sorolja fel. Ez a jelzés csupán a megfogalmazás eredetét és a szerzői jogokat jelzi, nem szolgál a cikkben szereplő információk forrásmegjelöléseként.